# Elia Comini
Don Elia Comini (Calvenzano di Vergato, 7 maggio 1910 – Pioppe di Salvaro di Grizzana, 1º ottobre 1944) è stato un presbitero italiano, appartenente alla Società salesiana di San Giovanni Bosco.
Dopo l'ordinazione sacerdotale, prestò servizio come insegnante in due diversi posti fino a quando ritornò nella sua città natale, verso la fine della Seconda Guerra Mondiale, per assistere i feriti ed i sfollati. I feroci combattimenti tra nazisti ed alleati, oltre alle forze partigiane, videro Comini ed il suo confratello (futuro Servo di Dio) Nicola Capelli catturati ed assassinati, dopo che i nazisti li avevano accusati d'esser spie.
La causa di beatificazione di Comini fu introdotta nel 1995, anno in cui ottenne il titolo di Servo di Dio.

## Biografia
Elia Comini nacque a Calvenzano, frazione di Vergato, il 7 maggio 1910 da Claudio Comini (falegname) ed Emma Limoni (sarta); aveva anche un fratello, Amleto. Fu battezzato nella chiesa parrocchiale locale l'8 maggio. Nel 1914, i Comini si trasferirono nella località Casetta, a Pioppe di Salvaro, lungo la via Porrettana e lungo le rive del Reno.
Frequentrò la scuola salesiana di Finale Emilia, dove in seguito chiese d'esser ammesso nell'ordine. Trascorse questo periodo di formazione a Castel de' Britti dal 1925 al 1926, prima d'emettere la professione religiosa il 3 ottobre 1926. Suo padre morì nel corso del 1926 e l'arciprete di Salvaro, Fidenzio Mellini (che conobbe personalmente San Giovanni Bosco), agì come una sorta di padre surrogato. Mellini aveva infatti predetto che Comini sarebbe diventato sacerdote e lo teneva in grande considerazione per la sua bontà ed il suo intelletto.
Comini completò gli studi presso il Liceo salesiano Valsalice a Torino (1926-1928) e si laureò in lettere presso l'Università degli Studi di Milano, prima di ricevere l'ordinazione sacerdotale il 16 marzo 1935 nella cattedrale di Brescia, dal vescovo Giacinto Tredici. In seguito, prestò servizio come insegnante presso le scuole dell'ordine a Chiari (1936-1941) ed a Treviglio presso l'Aspirantato Salesiano (1941-1944).
Nell'estate del 1944, durante la Seconda Guerra Mondiale, tornò a Salvaro per aiutare la madre fragile e per prestare soccorso all'anziano monsignor Mellini. Ma quella zona era l'epicentro della guerra tra nazisti ed alleati, nonché delle forze partigiane. A tal fine, rivolse la sua attenzione ai poveri ed agli sfollati colpiti dalla guerra. Si rese disponibile per ascoltare le confessioni e predicare, utilizzando anche le sue doti musicali per animare la gente.
Entrò presto in contatto con il confratello Nicola Capelli (chiamato religiosamente "Martino") ed i due spesso visitavano i rifugiati e prestavano assistenza medica ai feriti. Il 29 settembre 1944, sia lui che Capelli, furono arrestati mentre si recavano a Grizzana, dove 69 persone stavano per essere massacrate. Aveva appena celebrato la sua ultima messa quella mattina. Le SS naziste li consideravano spie e quindi li maltrattarono, usandoli per trasportare le loro munizioni in condizioni terribili. Il 30 settembre, lui e Capelli trascorsero il tempo a confortare i loro compagni di prigionia. I tentativi di liberarli furono vani, perché Comini disse "o tutti o nessuno", anche dopo che il suo amico, il Commissario Prefetto Emilio Veggetti, cercò di ottenere il suo rilascio.
Lui ed altre 44 persone furono uccise a colpi d'arma da fuoco verso il tramonto del 1° ottobre 1944, nello scantinato del magazzino delle Industrie Canapiere Italiane. I suoi resti furono poi gettati nel Reno. Prima di essere fucilato, lui e Capelli s'ascoltarono reciprocamente per confessarsi, prima che lui concedesse l'assoluzione agli altri ostaggi a voce alta.

## Processo di beatificazione
Il cardinale Giacomo Biffi ha inaugurato l'inchiesta diocesana a Bologna il 3 dicembre 1995, chiudendola il 25 novembre 2001. La Congregazione delle Cause dei Santi ha convalidato il processo il 1º ottobre 2004. I teologi hanno approvato la causa con nove voti favorevoli nella riunione del 4 aprile 2017. Il postulatore di questa causa è il sacerdote salesiano Pierluigi Cameroni. Il 18 dicembre 2024, Papa Francesco ha approvato il decreto che riconosce il martirio di Comini; la data della beatificazione verrà stabilita nel 2025 da Papa Leone XIV.